# Tremplin de Langenwald
Le tremplin de Langenwald est un tremplin de saut à ski situé à Schonach im Schwarzwald en Allemagne.